# 東京都太田記念館
東京都太田記念館（とうきょうとおおたきねんかん）は、東京都杉並区久我山二丁目にある施設である。ジャーナリストの太田宇之助が寄贈した自宅敷地に東京都が建設した。元々、中国の北京市から来た留学生のための宿舎であったが、2012年から韓国ソウル市、タイのバンコクなどアジア諸国出身の留学生も受け入れるようになった。生活文化会という自治の組織があり、年に2回、東京都の担当職員と定例会を行っている。毎年9月、設立者である太田宇之助の命日を謹む「偲ぶ会」を開いている。

## 沿革
かつて朝日新聞の上海、北京特派員をつとめた太田宇之助が、生前の1983年、2700平方メートルの自宅敷地を日中友好事業に役立てるため東京都に寄贈した。土地の評価額は30億円ともいわれ、都は7億円をかけて中国人留学生宿舎を建設し、1990年に完成した。

## 施設概要
- 住所 - 東京都杉並区久我山二丁目16番14号[5]
- 運営 - 東京都生活文化スポーツ局[5]
- 施設
  - 留学生宿舎 - 41室[5]（単身用のみ[6]、約16平方メートル[7]）
  - ランドリールーム - 各階に設置されている[7]。
  - 厨房[7]
  - 記念室 - 太田宇之助の蔵書などが展示されている[7]。
- アクセス - 京王井の頭線久我山駅から徒歩3分[5]。
- 周辺施設 - 井の頭公園